# منطقه ۱۰ شهرداری تبریز
شهر تبریز به ۱۰ منطقه شهرداری تقسیم شده است. منطقه ۱۰ شهرداری تبریز با مساحتی بالغ بر ۱۰٫۵۱ کیلومتر مربع جمعیتی در حدود ۱۸۷ هزار نفر در شمال تبریز واقع شده است.
منطقهٔ ۱۰ همانند منطقه ۹ در سال ۱۳۸۸ تأسیس شده است.

## تغییرات جمعیتی
منطقهٔ ۱۰ (شمال) تبریز یکی از مناطق ده‌گانهٔ شهرداری تبریز است. تغییرات جمعیت این منطقه براساس سرشماری‌های اخیر مرکز آمار ایران به شرح زیر است:
| نام منطقه             | جمعیت (۱۳۸۵) | جمعیت (۱۳۹۰) | جمعیت (۱۳۹۵) |
| --------------------- | ------------ | ------------ | ------------ |
| منطقهٔ ۱۰ (شمال) تبریز | –            | ۱۹۴٬۵۶۴      | ۱۸۷٬۹۵۸      |

## محله‌های منطقه ۱۰ تبریز
محله‌های اصلی شمال تبریز (منطقهٔ ۱۰) عبارتند از:
1. ارم
2. جهودیلر
3. حسن‌آباد
4. خلیل‌آباد
5. سرخاب
6. شتربانی (دوه‌چی)
7. شربت‌زاده
8. ششگلان
9. علی‌نژاد
10. محمدیه
11. منبع

## ادارات و سازمان‌ها
ادارات و سازمان‌های دولتی واقع در شمال تبریز (منطقهٔ ۱۰) عبارتند از:
1. سازمان صنعت، معدن و تجارت استان
2. شهرداری منطقهٔ ۱۰